# 弧矢五
弧矢五，又名船尾座ο、CD-25 5081、HD 63462、SAO 174558、HR 3034，是船尾座的一颗恒星，视星等为4.5，位于銀經242.25，銀緯-0.21，其B1900.0坐标为赤經7h 43m 55.7s，赤緯-25° -0.21′ 20″。